# Peabody (Kansas)
Peabody es una ciudad ubicada en el condado de Marion en el estado estadounidense de Kansas. En el año 2010 tenía una población de 1210 habitantes y una densidad poblacional de 378,13 personas por km².

## Geografía
Peabody se encuentra ubicada en las coordenadas 38°10′8″N 97°6′26″O / 38.16889, -97.10722 (38.168793, -97.107171).

## Demografía
Según la Oficina del Censo en 2000 los ingresos medios por hogar en la localidad eran de $29,792 y los ingresos medios por familia eran $37,250. Los hombres tenían unos ingresos medios de $28,750 frente a los $19,028 para las mujeres. La renta per cápita para la localidad era de $15,493. Alrededor del 14.2% de la población estaban por debajo del umbral de pobreza.